# Solonceni
Solonceni è un comune della Moldavia situato nel distretto di Rezina di 1.739 abitanti al censimento del 2004
Tra il 1992 e il 1994 la città era diventata la più piccola ad utilizzare un sistema filoviario, di 2,9 chilometri, che connetteva paese, campagne circostanti e scuole.

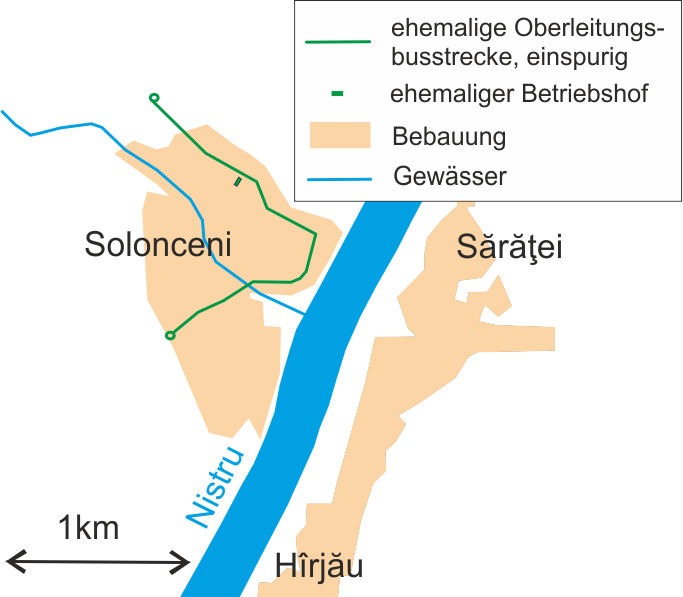
Il percorso del filobus (mappa in tedesco)

## Località
Il comune è formato dall'insieme delle seguenti località (popolazione 2004):
- Solonceni (1.155 abitanti)
- Tarasova (584 abitanti)